# Vanilla ovalis
Vanilla ovalis ist eine Pflanzenart aus der Gattung Vanille (Vanilla) in der Familie der Orchideen (Orchidaceae). Sie wächst als Kletterpflanze auf den Philippinen.

## Beschreibung
Vanilla ovalis ist eine immergrüne Kletterpflanze. Die Blätter werden 15 bis 23 Zentimeter lang und vier bis sieben Zentimeter breit. Die Blattform ist oval mit kurz aufgesetzter Spitze. Die anderen philippinischen Vanille-Arten sind blattlos.
Der Blütenstand wird bis 15 Zentimeter lang, er ist meist verzweigt und trägt zahlreiche Blüten. Die Tragblätter werden 0,3 bis 0,6 Zentimeter groß, sie sind länglich-oval, konkav, sie enden stumpf. Blütenstiel und Fruchtknoten messen zusammen 3,5 bis fünf Zentimeter. Die Blütenblätter sind cremefarben bis grünlich, die Lippe ist mit rötlichen Streifen versehen. Sepalen und Petalen sind etwa 4,5 Zentimeter lang und lanzettlich geformt. Die Lippe ist 3,7 Zentimeter lang, dreilappig, der vordere Lappen ist länglich, er endet stumpf, auf der Oberseite ist er pelzig behaart. Die keulenförmige Säule wird 2,5 Zentimeter lang. Die gebogene Kapselfrucht wird etwa sechs Zentimeter lang bei 1,8 Zentimeter Durchmesser.

## Verbreitung
Vanilla ovalis kommt auf den philippinischen Inseln Luzon, Mindanao, Leyte, Samar und Sibuyan vor. Sie besiedelt Wälder an Flussufern und in steilen Tälern. Merrill berichtet ein häufiges Vorkommen in der Provinz Laguna, an den Hängen des Maquiling und Banajao.

## Systematik und botanische Geschichte
Vanilla ovalis wurde 1845 von Blanco erstbeschrieben. Die gleichzeitig von Blanco beschriebene Vanilla majaijensis wird als Synonym betrachtet, ebenso die 1896 von Rolfe beschriebene Vanilla philippinensis.
Innerhalb der Gattung Vanilla wird Vanilla ovalis in die Untergattung Xanata und dort in die Sektion Thetya, die sämtliche Arten der Paläotropis enthält, eingeordnet. Nach Portères ähnelt Vanilla ovalis weiteren asiatischen Vanilla-Arten wie Vanilla albida und Vanilla moonii. Soto Arenas und Cribb sehen in Vanilla platyphylla von Sulawesi und Arten aus Neuguinea die nächsten Verwandten.

## Verwendung
Die langen und faserigen Wurzeln von Vanilla ovalis wurden zu Flechtarbeiten genutzt.